# Championnats du monde de J/80
Les championnats du monde de J/80 sont une compétition internationale annuelle de sport nautique sous l'égide de la Fédération internationale de voile (ISAF).

## Éditions
| #  | Année | Lieu                |
| -- | ----- | ------------------- |
| 1  | 2001  | Newport             |
| 2  | 2002  | La Rochelle         |
| 3  | 2003  | Fort Worth          |
| 4  | 2004  | Stockholm           |
| 5  | 2005  | Falmouth            |
| 6  | 2006  | Corpus Christi      |
| 7  | 2007  | La Trinité-sur-Mer  |
| 8  | 2008  | Kiel                |
| 9  | 2009  | Santander           |
| 10 | 2010  | Newport             |
| 11 | 2011  | Dragør              |
| 12 | 2012  | Dartmouth           |
| 13 | 2013  | Marseille           |
| 14 | 2014  | Annapolis           |
| 15 | 2015  | Kiel                |
| 16 | 2016  | San Roque           |
| 17 | 2017  | Hamble-le-Rice      |
| 18 | 2018  | Les Sables-d'Olonne |
| 19 | 2019  | Bilbao              |
| 20 | 2021  | Copenhague          |
| 21 | 2022  | Newport             |
| 22 | 2023  | Baiona              |
| 23 | 2024  | La Rochelle         |